# Чукаш, Иштван
Иштван Чукаш (венг. István Csukás; 2 апреля 1936, Кишуйсалаш, Яс-Надькун-Сольнок — 24 февраля 2020[…], Будапешт) — венгерский писатель, лауреат литературных премий.
Родился в Кишуйсалаше в семье кузнеца (старший сын).
Окончил музыкальную школу в Бекестархосе, класс скрипки. Мог бы без экзаменов поступить в Музыкальную академию, но подал документы в юридический институт. Через некоторое время перевелся на факультет искусств, но в 1956 году бросил и в итоге не получил высшего образования.
В 1953 году по примеру друга представил несколько своих стихов на конкурс студенческих поэтов Венгерского радио и получил первую премию. В 1962 году вышел его первый поэтический сборник «Elmondani adj erőt!» («Скажи мне, дай мне силы!») Первая повесть для детей «Egy szürke kiscsacsi» («Серый кискаччи») издана в 1967 году.
После того, как бросил вуз, работал в Художественном фонде Венгерской Народной Республики, некоторое время в ведомственной газете Министерства труда, а затем в течение двух лет журналистом газеты Néphadsereg.
с 1968 по 1971 год драматург на Венгерском телевидении (детская секция). Затем — сотрудник детской новостной программы Hétmérföldes kamera.
С 1978 по 1985 год главный редактор Молодёжного книжного издательства «Мора Ференц».
С 1985 года жил на гонорары от своих произведений.
Автор 25 поэтических сборников, 55 романов и повестей, 5 пьес, 20 сценариев для кинофильмов.
На 10-м Голливудском телевизионном фестивале снятый по его произведениям художественный фильм «Каска и картофельный нос» получил главный приз и звание лучшего детского фильма 1975 года.
Лауреат премий Аттилы Йожефа (1977, 1987), Андерсена (1984) «Книга года» (1987), Тибора Дери (1989, 1995), и главной литературной награды Венгрии — премии Кошута (1999). Почётный гражданин Будапешта (2011).
Награждён средним крестом Венгерского ордена Заслуг (2016).
Умер 24 февраля 2020 года в возрасте 83 лет. В тот же день вечером средства массовой информации почтили его память, показав фильмы по его произведениям и программы с его участием. Он был похоронен на кладбище Фаркашрет в Будапеште на участке художников.
На русский язык переведены его книги для детей:
- Как я стал киноактером : веселые повести : пер. с венг. : [для мл. шк. возраста] / Иштван Чукаш; [худож. Г. Алимов]. — Москва : Дет. лит., 1983. — 256 с. : ил.; 21 см.
- Дудочка и барабан : [Для дошк. возраста] / Иштван Чукаш; Перевод с венг. И. Луговой. — Москва : Дет. лит., 1983. — 32 с. : цв. ил.; 22 см.
- Цирк : Повесть. Для мл. шк. возраста / Иштван Чукаш; [Пер. с венг. Э. А. Жежерун. — Киев : Веселка, 1982. — 190 с. : ил.; 20 см.